# Mitko Todorov
Pour les articles homonymes, voir Todorov (homonymie).
Mitko Todorov est un ancien joueur bulgare de volley-ball, né le 14 juin 1956 à Bourgas. Il mesure 2,02 m et jouait réceptionneur-attaquant. Il totalise 250 sélections en équipe de Bulgarie.

## Clubs
| Club                    | Pays     | De        | À         |
| ----------------------- | -------- | --------- | --------- |
| Levski Sofia            | Bulgarie | 1978-1979 | 1984-1985 |
| Victor Village Ugento   | Italie   | 1985-1986 | 1985-1986 |
| Bellunga Belluno        | Italie   | 1986-1987 | 1986-1987 |
| Aprol Calimera          | Italie   | 1987-1988 | 1988-1989 |
| Capurso Gioia del Colle | Italie   | 1989-1990 | 1989-1990 |

## Palmarès
- Jeux olympiques
  - Finaliste : 1980

- Championnat de Bulgarie (2)
  - Vainqueur : 1980, 1985
- Coupe de Bulgarie (2)
  - Vainqueur : 1980, 1983